# Blennes
Blennes ist eine französische Gemeinde mit 546 Einwohnern (Stand: 1. Januar 2022) im Département Seine-et-Marne in der Region Île-de-France. Sie gehört zum Arrondissement Provins und zum Kanton Nemours (bis 2015: Kanton Lorrez-le-Bocage-Préaux).
Die Einwohner werden Blennois genannt.

## Geographie
Blennes liegt etwa 83 Kilometer südsüdöstlich von Paris an der Orvanne.

### Nachbargemeinden
Umgeben ist Blennes von den Gemeinden Diant im Norden, Villethierry im Osten und Nordosten, Vallery im Osten, Chéroy im Süden und Südosten, Vaux-sur-Lunain im Südwesten sowie Chevry-en-Sereine im Westen.

## Bevölkerungsentwicklung
| Jahr      | 1962 | 1968 | 1975 | 1982 | 1990 | 1999 | 2006 | 2013 |
| Einwohner | 374  | 321  | 279  | 261  | 331  | 477  | 541  | 566  |

## Gemeindepartnerschaften
Mit der deutschen Gemeinde Starzach in Baden-Württemberg besteht seit Juli 1992 eine Partnerschaft.

## Sehenswürdigkeiten
- Kirche Saint-Victor aus dem 12. Jahrhundert, spätere An- und Umbauten, Monument historique seit 1942

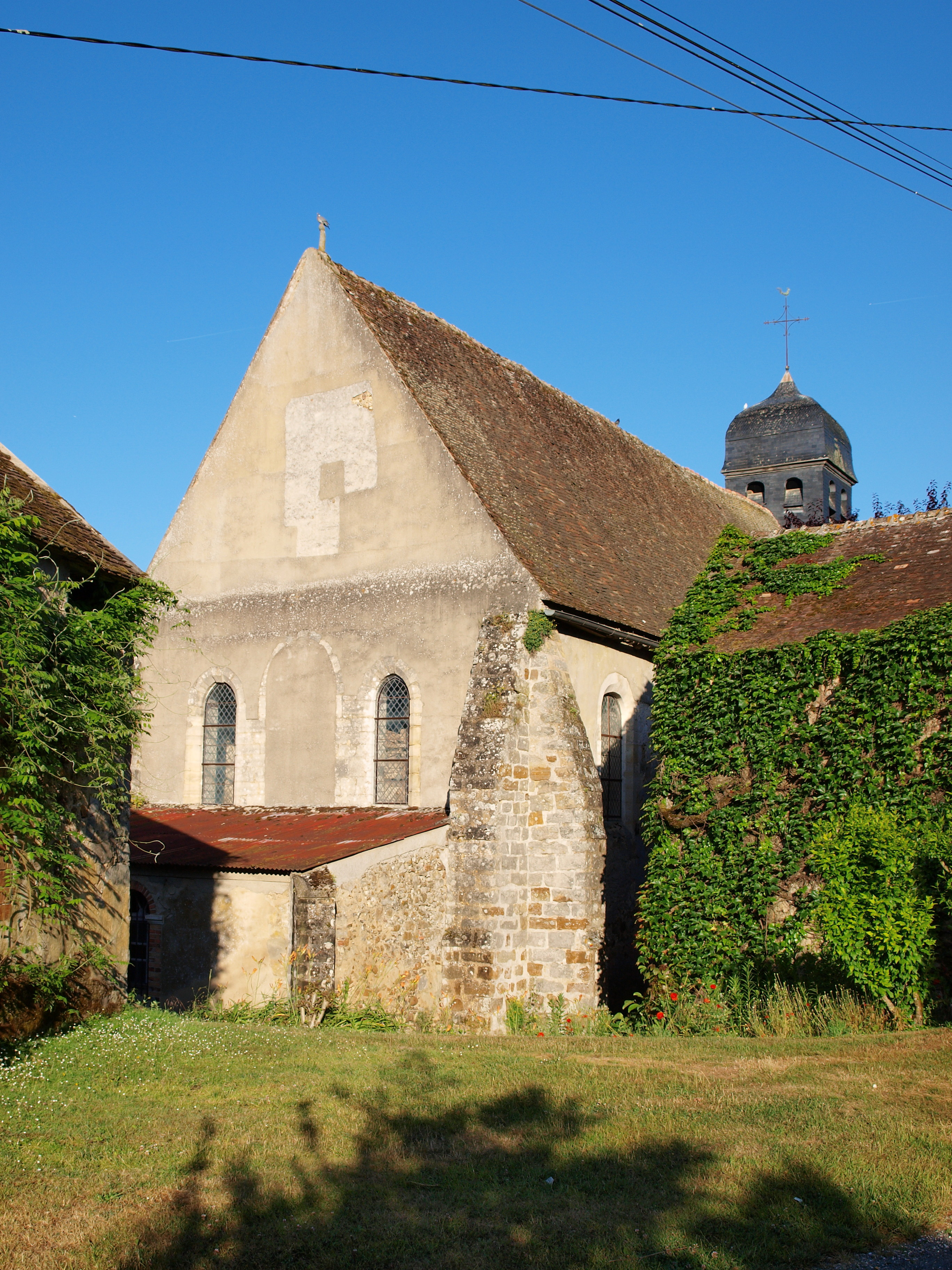
Kirche Saint-Victor

## Persönlichkeiten
- Michel Vianey (1930–2008), Schriftsteller und Journalist